# واموش‌اوروسی
واموش‌اوروسی (به مجاری:  Vámosoroszi) یک منطقهٔ مسکونی در مجارستان است که در سابولچ-ساتمار-برگ واقع شده‌است. واموش‌اوروسی ۱۳٫۱۵ کیلومتر مربع مساحت و ۵۱۷ نفر جمعیت دارد.